# Kedalemankulon
Kedalemankulon is een bestuurslaag in het regentschap Kebumen van de provincie Midden-Java, Indonesië. Kedalemankulon telt 1513 inwoners (volkstelling 2010).